# Бійтеся ходячих мерців
«Бійтеся ходячих мерців» (англ. Fear the Walking Dead) — американський драматичний телесеріал у жанрі постапокаліптичного хоррору, показ якого розпочався на каналі AMC 23 серпня 2015 року (перший сезон — 6 епізодів, другий сезон — 15 епізодів, розпочався 10 квітня 2016 року). «Бійтеся ходячих мерців» — спін-оф та приквел іншого постапокаліптичного серіалу, «Ходячі мерці», обидва розроблені Френком Дарабонтом та засновані на однойменній серії коміксів Роберта Кіркмана, Тоні Мура і Чарлі Едларда. AMC дала світло пілотному епізоду 9 березня 2015 року, відразу замовивши два сезони. В січні 2023 стало відомо що восьмий сезон буде останнім прем'єра якого відбудеться 14 травня 2023 року

## У ролях
| Актор              | Роль           |
| ------------------ | -------------- |
| Кім Діккенс        | Медісон Кларк  |
| Кліфф Кертіс       | Трейвіс Манава |
| Френк Діллейн      | Нік Кларк      |
| Алісія Дебнем-Кері | Аліша Кларк    |
| Колман Домінго     | Віктор Стренд  |

## Виробництво

### Розробка
У вересні 2013 року AMC оголосив про розробку супроводжуючого серіалу до «Ходячі мерці», в якому буде йтися про нових персонажів, створених Робертом Кіркманом. У вересні 2014 року AMC замовив пілотний епізод, сценарій якого написали Кіркман і Дейв Еріксон, а Адам Девідсон був призначений режисером. Виконавчими продюсерами стали Кіркман, Еріксон, Гейл Енн Герд і Девід Алперт, Еріксон також виступатиме шоуранером. У грудні 2014 року було підтверджено, що спіноф розгортатиметься в тому же вигаданому зомбі-апокіптичному всесвіті, що й «Ходячі мерці», але в іншому місці — Лос-Анджелесі. Проект отримав робочу назву «Кобальт», але у березні 2015 року Кіркман офіційно заявив, що серіал буде називатися «Бійтеся ходячих мерців». 9 березня 2015 року AMC оголосив про замовлення серіалу з двома сезонами. Перший сезон, який складатиметься з шести епізодів, буде показан наприкінці літа 2015 року, а другий у 2016 році.
У грудні 2021 року було оголошено, що Кім Діккенс повернеться в ролі Медісон Кларк у сьомому сезоні, після того, як востаннє з'явилася в четвертому сезоні, де її персонаж, як вважалося, був убитий.

### Кастинг
Кліфф Кертіс отримав головну чоловічу роль Трейвіса Манави, а Кім Діккенс — Медісон Кларк, головну жіночу роль. Френк Діллейн зіграє сина Медісон Ніка, який бореться з наркотичною залежністю, а Алісія Дебнем-Кері — доньку Медісон Алішу.

### Знімання
Знімання пілотного епізоду почалися на початку 2015 року та завершилися 6 лютого того ж року.

## Міжнародна трансляція
Серіал дебютує на міжнародному рівні на AMC Global упродовж 24 годин після американської прем'єри.